# Kobaïan
Kobaïan é uma linguagem artística criada pelo baterista e compositor francês Christian Vander para sua banda de rock progressivo Magma .  É a linguagem de Kobaïa, um planeta fictício inventado por Vander e cenário de uma "ópera espacial" musical cantada em Kobaïan por Magma em quinze álbuns conceituais.  

## Desenvolvimento
O baterista e compositor francês Christian Vander formou a banda de rock progressivo Magma no final de 1969 em uma tentativa de preencher o vazio deixado pela morte do músico de jazz e compositor americano John Coltrane.  O primeiro álbum de Magma, Magma (mais tarde reeditado como Kobaïa), contou a história de refugiados fugindo de uma futura Terra e se estabelecendo em um planeta fictício chamado Kobaïa.  As letras estavam todas em Kobaïan (exceto a faixa-título, cantada principalmente em inglês), uma língua que Vander construiu para o álbum, algumas cantadas por solistas e outras por "refrãos quase operísticos maciços".  Nas três décadas seguintes, Magma fez mais treze álbuns que continuaram a mitologia de Kobaïa, todos cantados em Kobaïan.
Vander (seu nome Kobaïan é Zëbëhn Straïn dë Ğeuštaah) disse em uma entrevista que inventou Kobaïan para Magma porque "o francês não era expressivo o suficiente. Seja pela história ou pelo som da música". Ele disse que a linguagem se desenvolveu paralelamente à música, que os sons apareciam enquanto ele compunha no piano.  Vander baseou Kobaïan em parte em elementos das línguas eslavas e germânicas e em parte no estilo vocal scat-yodeling do cantor de jazz de vanguarda americano Leon Thomas. A subsequente expansão da linguagem tornou-se um esforço de grupo e, à medida que o pessoal da Magma mudou, novas ideias foram incorporadas à linguagem (e à música). 
O crítico musical britânico Ian MacDonald disse que Kobaïan é "fonético, não semântico", e que se baseia em "sonoridades, não em significados aplicados". Um dos cantores do Magma, Klaus Blasquiz, descreveu Kobaïan como "uma linguagem do coração" cujas palavras são "inseparáveis da música".  O especialista em Magma, Michael Draine, disse que "a abstração fornecida pelo verso de Kobaïan parece inspirar os cantores de Magma a alturas de abandono emocional raramente permitidas por letras convencionais".
As letras Kobaïan nos álbuns de Magma geralmente não foram traduzidas (embora ambas as letras Kobaïan e uma tradução em inglês tenham sido fornecidas para o primeiro lançamento no Reino Unido na A&M de Mëkanïk Dëstruktïẁ Kömmandöh), mas pistas para o desenrolar da história de Kobaïa foram dadas em francês nas notas do encarte dos álbuns. Embora a intenção original da linguagem fosse evitar o excesso de escrutínio, léxicos on-line não oficiais de Kobaïan foram criados por fãs de Magma, e o próprio Vander já traduziu muitas das palavras.

## Influência
Christian Vander chamou a música de Magma de "Zeuhl" (Kobaïan para "celestial"),  e influenciou várias outras bandas (principalmente francesas), incluindo Zao (França), Art Zoyd (França) e Univers Zero (Bélgica).  Zeuhl mais tarde se tornou um gênero musical que foi usado para descrever música semelhante à de Magma. Várias bandas japonesas de Zeuhl também surgiram, incluindo Ruins e Kōenji Hyakkei, cujas letras também são cantadas em uma linguagem construída semelhante ao Kobaïan.

## Trabalhos citados
- Buckley, Peter (2003). The rough guide to rock. [S.l.]: Rough Guides. pp. 629–630. ISBN 1-84353-105-4

- Macan, Edward (1997). Rocking the classics: English progressive rock and the counterculture. [S.l.]: Oxford University Press US. ISBN 0-19-509888-9